# Río Conchos
El río Conchos (no confundir con el río Concho de Texas) es el principal río del estado mexicano de Chihuahua y el principal de los afluentes mexicanos del río Bravo. 
Tiene varios embalses para aprovechar su corriente para el riego, cerca de la mitad del territorio de Chihuahua son drenados por su cuenca, que a su vez pertenece a la cuenca del río Bravo, es junto con este, el río San Pedro, el río Papigochic y el río Santa Isabel, los únicos ríos permanentes del estado de Chihuahua.

## Geografía

### Curso alto: la Sierra
El río Conchos nace en la Sierra Madre Occidental, en el municipio de Bocoyna, Chihuahua, 15 kilómetros al noreste de la localidad de San Juanito(*En mapa Bocoyna se encuentra al sur de San Juanito), a una altitud de 2.825 m s. n. m. De ahí discurre en dirección sursureste, recibiendo corrientes procedentes de la misma sierra atraviesa la localidad de Bocoyna y Sisoguichi. Es represado por la presa San Juanito que provee de agua a esta comunidad. Suele recibir importantes precipitaciones en los meses de verano y en los meses de invierno en forma de nieve, las temperaturas en esta zona suelen alcanzar los -20 °C.
El río zigzaguea entre peñascos y cañones y describe irregulares trazos mientras tuerce hacia el oeste y atraviesa el municipio de Carichí. El caudal del río en esta zona es a veces escaso e intermitente, la anchura del río va aumentando conforme va recibiendo diferentes arroyos de montaña y riachuelos al dejar esta zona su anchura es de aproximadamente 15 metros.

### Curso medio: la meseta
Se interna en la región de la meseta, donde recibe varios tributarios, como el río Nonoava y el río Valle del Rosario, en esta zona el clima se vuelve más árido, sin embargo el río lleva ya algunos ejemplares de mojarra, lobina y bagres de agua dulce, su caudal ha aumentado y ahora tiene en promedio unos 100 metros de ancho, es en este punto donde el río logra su mayor caudal antes de ser sobreexplotado para las regiones agrícolas del desierto. Es en el municipio de San Francisco de Conchos que es represado en la presa de la Boquilla, la más grande del estado de Chihuahua y que forma el lago Toronto, originalmente, esta presa junto a otras dos subsiguientes, producía energía hidroeléctrica, pero actualmente su almacenamiento está destinado al riego agrícola, del valle de Camargo y Delicias.

#### El valle agrícola
Tras la Presa de la Boquilla el río es nuevamente represado, formado el lago Colina y luego pasa por la ciudad de Camargo. Este es el principal centro agrícola de la región del Conchos y junto a la ciudad recibe como tributario al río Florido, que recoge las aguas de varios tributarios del sur del estado como el río Parral, y otros ríos del norte de Durango.
A partir de ese punto el río Conchos torna su curso hacia el norte, formando posteriormente la presa Rosetilla y luego recibiendo por su margen izquierda al segundo principal río del estado, el río San Pedro, en la cercanía de Delicias.
Del río son extraídos diferentes canales de riego que reducen notablemente su caudal y lo van mermando entre las tierra de cultivo hasta que termina encajonado y reducido a menos de la mitad de lo que era. Tras dejar esta zona agrícola, su curso se interna en el desierto de Chihuahua y cambia su dirección definitivamente hacia el noreste.

### Curso bajo: el desierto
Cruza los municipios de Julimes, Aldama, Coyame del Sotol y Ojinaga, en Aldama recibe el agua por su margen izquierda de otro importante tributario, el río Chuvíscar; posteriormente es embalsado en la presa Luis L. León, conocida como El Granero, la segunda más importante del estado, y luego atraviesa el cañón del Pegüis, forma una última presa, la presa Toribio Ortega en las cercanías de Ojinaga, y en la orilla de esta última ciudad se une al río Bravo.

### Desembocadura
El río Conchos desemboca en el río Bravo, a una altitud de 782 m, siendo el principal tributario del lado mexicano, en este punto el río se ha explotado intensamente, ha dado agua para cientos de localidades y varias ciudades como Camargo, Delicias, y Ojinaga, ha provisto de agua para regar la mayor zona agrícola del estado, su caudal se ha mermado notablemente sin embargo el río aun consigue desembocar el río Bravo con una anchura de 35 metros, reforzando el también mermado caudal de este al pasar por este punto.